# Qinngorput
Qinngorput er en bydel i Nuuk, Grønlands hovedstad. Kvarteret ligger øst-nordøst for centrum og syd for byens lufthavn, cirka 5 km fra bymidten. Navnet betyder "bunden af vores fjord".

## Historie
Qinngorput-området var en populær campingplads og et jagtsted i mange år, før det blev indlemmet i Nuuk i 2005. Bydelen tiltrækker især yngre mennesker, og der er fokus på familier med skolebørn.
Qinngorput er det nyeste kvarter i Nuuk. Det overvældende flertal af huse i bydelen er privatejede. Det nærliggende Nuussuaq blev ligeledes målrettet opført i slutningen af 1980'erne tæt på bycenteret for at minimere omkostningerne til infrastrukturinvesteringer, såsom VVS, elnet og kommunikation.

## Den seneste udvikling
I forbindelse med Grønlands Hjemmestyre og byrådets fælles beslutning fra 2009 om at nedrive Blok P i det centrale Nuuk blev det vedtaget at genhuse beboerne i punkthuse i Qinngorput. Mange af de tidligere Blok P-lejere udtrykte deres modvilje mod at flytte til den nye bydel med henvisning til både stigende leveomkostninger og mangel på transportmuligheder.

## Infrastruktur og service
Der er en børnehave i Qinngorput og i september 2011 blev Nuuks nyeste skole, Hans Lynge-skolen indviet. Skolen har 452 elever fra 1. til 7. klasse, idet ældstetrinnet kan tilføjes senere. Skolen fungerer også som lokalt kulturcenter.
I juni 2011 øremærkede byrådet midler til en legeplads og aktivitetspark for børn.
Der har tidligere været en Spar-købmand i bydelen. Siden september 2016 har der været et Brugseni supermarked, og siden maj 2018 et Pisiffik supermarked.

## Transport
I starten var den eneste vej til bydelen en omvej via lufthavnen. I 2008 blev en ny vej, der forbinder Qinngorput med det centrale Nuuk via Nuussuaq færdig, hvilket har halveret transporttiden. Vejen er opkaldt efter Nuuks afdøde borgmester, Agnete Davidsen.
Der er etableret en busrute mellem centrum og Qinngorput af Nuup Bussii. Rute 1 kører hvert 30. minut dagligt, direkte mellem centrum og bydelen, og rute 3 kører via lufthavnen, hver time i myldretiden fra mandag til fredag.
64°10′00″N 51°44′7″V / 64.16667°N 51.73528°V